# 3588 Kirik
3588 Kirik је астероид са средњом удаљеношћу од Сунца која износи 3,226 астрономских јединица (АЈ).
Апсолутна магнитуда астероида је 11,9.